# Возешур
Возешу́р (рос. Возешур) — присілок в Балезінському районі Удмуртії, Росія.

## Населення
Населення — 16 осіб (2010; 26 в 2002).
Національний склад станом на 2002 рік:
- удмурти — 69 %
- росіяни — 31 %